# تلونية

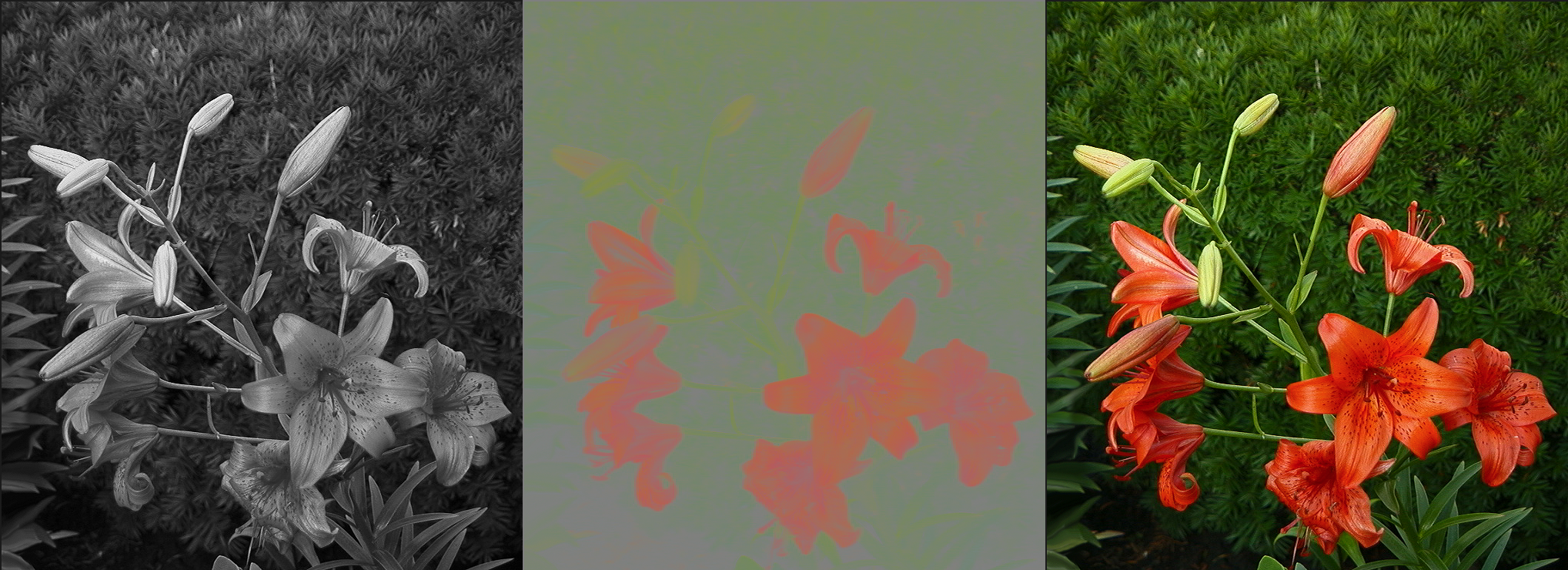
السطوع فقط ، التلوين فقط ، الصورة الاصلية الملونة.

تَلَوُّنِيَّة (تشبع اللون أو "C" للاختصار) هي الإشارة المستخدمة في أنظمة الفيديو لنقل بيانات تلون الصورة منفصلة عن إشارة لوما (أو "Y" للاختصار). وعادةً ما تمثل التلونية على أنها عناصر مكونة من لونين مختلفين: U=B−Y (اللون الأزرق − لوما) و V=R−Y (اللون الأحمر− لوما). وقد يملك كل من هذه المركبات المختلفه معايير قياس ثابته وتعديلات مطبقة عليها، كما حدد في مواصفات الفيديو القياسية والمطبقه.

## نبذة
في إشارات الفيديو المركبة تنظم إشارات U و V إشارة الحاملة الفرعية الملونة ويشار إلى النتيجة بإشارة التلونية، ويتوافق طور وسعة هذه الإشارة التلونية المعدلة تقريباً مع تدرجه اللوني وتشبعه. في الفيديو الرقمي والصورة الثابتة تكون مساحات أللون مثل وآي سي بي سي آر، ومركبات اللوما والتلونية عبارة عن عينات رقمية ثمينة.
فصل إشارات الوان RGB إلى اللوما والتلونية يسمح بتحديد سعة النطاق الترددي لكل منهما على حدة، وعادةً ما تقلص سعة النطاق الترددي اللوني في الفيديو التناظري المركب عبر تقليل عرض النطاق الترددي لناقل فرعي منظم وفي الأنظمة الرقمية تقلص عن طريق أخذ عينات فرعية من اللون المشبع.

## تاريخياً
مبتكر فكرة نقل إشارة تلفزيونية ملونة بمكونات اللوما والتلوين المميزة جورج فالينسي، الحاصل على براءة اختراع للفكرة في عام 1938. ووصف طلب اختراع فالينسي التالي:

استخدام قناتين الأولى تنقل اللون السائد (إشارة T)، والاخرى متوسطة السطوع (إشارة t) الناتجة من ناقل تلفزيوني واحد لتصل إلى التلفزيونات المستقبله الملونه والمجهزة بمعدات مكلفة، وأيضاً إلى التفزيونات المستقبلة البسيطة الوفيرة والأقل تكلفة والتي بدورها تخرج الصور باللون الأسود والأبيض فقط.

المخططات السابقة لأنظمة التلفزيون الملون والتي كانت متعارضة مع المستقبلات أحادية اللون الحالية، نقلت إشارات آر جي بي بمختلف الطرق.

## معايير التلفزيون
في التلفزيون التناظري يُشفر التلون في إشارة الفيديو باستخدام تردد ناقل فرعي. وحسب معيار الفيديو القياسي تكون الموجة الحاملة الفرعية للتلونية إما مُعدلة بالسعة التعامدية (NTSC وPAL) أو مُعدلة بالتردد (SECAM).
في نظام بال، ناقل اللون الفرعي هو 4.43 ميغا هرتز فوق ناقل الفيديو، بينما في نظام إن تي إس سي يصل إلى 3.58 ميغا هرتز فوق ناقل الفيديو. معايير إن تي إس سي وبال القياسية هي الأكثر استخدامًا على الرغم من وجود معايير فيديو أخرى تشغل ترددات مختلفة للحامل الفرعي. وعلى سبيل المثال بال-إم (البرازيل) تستخدم تردد 3.58 ميغا هرتز للناقل الفرعي، وتستخدم سيكام (فرنسا) ترددين مختلفين، 4.250 ميغا هيرتز و 4.40625 ميغا هرتز فوق ناقل الفيديو.
وجود التلون في إشارة الفيديو أُشير إليه بإشارة انفجار لوني منقوله على الشرفة الخلفية، مباشرةً بعد التزامن الأفقي وقبل بداية كل خط من خطوط الفيديو. إن كانت إشارة الانفجار اللوني ظاهرة على شاشة التلفزيون، فستكون ظاهرة على شكل شريط عامودي بلون زيتوني غامق. في إن تي إس سي وبال يتم تمثيل اللون بواسطة إزاحة طورية لإشارة التلون متعلقه بالانفجار اللوني، بينما يُحدد التشبع بواسطة سعة الموجة الحاملة الفرعية. في سيكام ترسل إشارات (R′ − Y′) و (B′ − Y′) متعاقبة بلا اهتمام لشكلها.
تُمثل التلونية في مستوى لون U-V في إشارات فيديو بال وسيكام، ومستوى الوان I-Q في إن تي إس سي.

## الأنظمة الرقمية
أنظمة الفيديو الرقمية والتصوير الفوتوغرافي الثابت أحياناً ماتستخدم تحليل (لوما/كروما) لتحسين الضغط. وعلى سبيل المثال، عندما تضغط الصورة الرقمية آر جي بي العادية عبر معيار JPEG ، اولاً تحول مساحة ألوان آر جي بي (بواسطة مصفوفة دوران) إلى مساحة ألوان وآي سي بي سي آر، لأن المكونات الثلاثة في تلك المساحة تحتوي على ارتباط أقل ولأن مكونات التلونية يمكن أخذ عينات فرعية منها بعد ذلك عبر عامل 2 أو 4 لضغط الصورة أكثر. وعند تخفيف الضغط تعود مساحة وآي سي بي سي آر مجدداً إلى آر جي بي.